# Javno-privatno partnerstvo
Javno privatno partnerstvo (JPP ili engl. PPP) je zajedničko, kooperativno djelovanje javnog sektora s privatnim sektorom u proizvodnji javnih proizvoda ili pružanju javnih usluga. Cilj javno privatnog partnerstva je ekonomičnija, djelotvornija i učinkovitija (uspješnija) proizvodnja javnih proizvoda ili usluga u odnosu na tradicionalan način pružanja javnih usluga. Međutim, diskusija oko sveobuhvatne definicije pojma «javno privatno partnerstvo» nije zaključena, s obzirom na to da se JPP javlja u različitim područjima javne uprave, u različitim oblicima, s različitim rokom trajanja i s različitim intenzitetom.

## Definicija i klasifikacija
Javno-privatno partnerstvo može se opisati kao kooperacija između javnog i privatnog sektora na području planiranja, proizvodnje, pružanja, financiranja, poslovanja ili naplate javnih poslova. Javni sektor se tom prilikom javlja kao proizvođač i ponuđač takve suradnje – kao partner koji ugovorno definira vrste i obim poslova ili usluga koje namjerava prenijeti na privatni sektor i koji obavljanje javnih poslova nudi privatnom sektoru. Privatni sektor se javlja kao partner koji potražuje takvu suradnju, ako može ostvariti poslovni interes (profit) i koji je dužan kvalitetno izvršavati ugovorno dobivene i definirane poslove. 
Karakteristike projekata JPP su:
- dugoročna ugovorna suradnja (20 do 25 godina) između javnog i privatnog sektora,
- stvarna preraspodjela poslovnog rizika (poboljšanje kvaliteta usluge) i
- sveobuhvatna odgovornost na strani privatnog sektora.

Iz prethodnog opisa javno-privatnog partnerstva proizlazi da je JPP svojevrsni oblik privatizacije, ali po definiciji ipak ne spada u područje privatizacije.
Javne poslove može javna uprava obavljati u vlastitoj režiji, tj. vlastitim sredstvima i vlastitim osobljem. Međutim, u pojedinim slučajevima javna uprava nije u mogućnosti neposredno obavljati javne poslove u vlastitoj režiji, najčešće iz dva razloga:
- zbog nedovoljne stručnosti djelatnika javne uprave, kada su u pitanju specifično stručni poslovi (npr. medicina, nafta i sl.);

- zbog velikih troškova izvedbe javnih poslova u vlastitoj režiji (npr. nabava građevinske mehanizacije).

Javna uprava tada koristi tradicionalne modele izvršavanja javnih poslova:
- javni natječaj, kojom prilikom se sklapa trgovački ugovor između javne uprave i privatnog sektora, a koji se smatra modelom uobičajene nabave (model uobičajene nabave ne može se smatrati javno privatnom suradnjom ako nije prisutna dugoročna suradnja i ako nema raspodjele poslovnog rizika između javnog i privatnog sektora);

- formalna ili organizacijska privatizacija, kada se javna uprava javlja kao osnivač trgovačkog društva s ciljem obavljanja specifičnih stručnih javnih poslova (npr. KBC, Hrvatska Pošta, komunalna društva i sl.).

Outsourcing je model u kojem javna uprava ustupa određene interne poslove privatnom sektoru. Uglavnom su to poslovi popratnog i servisnog karaktera, kao npr. čišćenje javnih zgrada, poslovi kantine i sl., te se ovaj model može smatrati graničnim slučajem javno privatne suradnje.
S druge strane su prisutni različiti oblici privatizacije:
- materijalna privatizacija, kada javna uprava u potpunosti prepušta obavljanje javnih poslova privatnom sektoru, odričući se većinskih vlasničkih prava, uz zadržavanje nadzornih funkcija (kroz nadzorne odbore);

- potpuna privatizacija, kada se javni sektor odriče svih vlasničkih prava ili osnivačkih udjela i svih nadzornih funkcija;

- funkcionalna privatizacija ili Contracting out, kada se privatni sektor javlja kao ispomoć u izvršavanju određene javne funkcije tj. javnog posla (npr. poslovi osiguranja zgrada).

Javno-privatno partnerstvo pozicionirano je između tradicionalnih oblika obavljanja javnih poslova i privatizacije, te se može javiti u sljedećim oblicima:
- neformalna kooperacija, kao oblik suradnje između javnog i privatnog sektora, isključivo na razini razmjene informacija i kao pripremni oblici buduće suradnje;

- javno-pravni kooperativni ugovori, tj. koncesije, kada privatni sektor dobiva putem javnog natječaja koncesiju na izgradnju i korištenje određenog javnog dobra, pri čemu privatni sektor ima pravo vršiti naplatu određenih naknada, tj. ostvarivanja prihoda na javnom dobru, uz plaćanje koncesije javnom sektoru;

- civilno-pravni kooperativni ugovori, tj. dugoročni ugovori o najmu, leasingu, nabavci i pružanju usluga, s kooperativnim elementima, a koji se odnose na planiranje, izgradnju, financiranje, poslovanje i upravljanje javnim poslovima ili javnim dobrom;

- djelomična privatizacija, kada javni sektor ustupa dio svog osnivačkog prava privatnom sektoru na način da zadržava većinsko vlasništvo, čime se stvara osnova za dugoročnu strukturiranu suradnju između javnog i privatnog sektora i zajedničko pružanje javnih usluga;

- društveno-pravna kooperacija ili spajanje javnog sektora s privatnim sektorom u zajedničko projektno društvo, pri čemu privatni sektor pruža javnu uslugu ili upravlja javnim dobrom, a javni sektor za obavljanje takvih javnih poslova plaća privatnom sektoru mjesečnu naknadu, uz kontrolu javnog sektora nad obavljanjem javnih poslova.

Ciljevi svih oblika javno-privatnog partnerstva su zajednički: ekonomičnija, djelotvornija i učinkovitija, tj. uspješnija proizvodnja javnih proizvoda ili usluga u odnosu na konvencionalan način pružanja javnih usluga, zbog čega se modeli javno-privatnog partnerstva u praksi često koriste i kao instrumenti reforme javnog sektora.

## Vanjske poveznice
- (hrv.) Agencija za javno-privatno partnerstvo  Arhivirana inačica izvorne stranice od 26. studenoga 2018. (Wayback Machine)
- Institut za javno-privatno partnerstvo  Arhivirana inačica izvorne stranice od 22. srpnja 2011. (Wayback Machine) Poljska